# 黄翼升
黄翼升（1818年—1894年），字昌岐，湖南长沙县人，晚清湘军將領、行伍出身，任江南水师提督、长江水师提督等职。谥武靖。

## 生平
黄姓自明洪武五年（1372年）由江西南昌府丰城县瓦子街迁居湖南长沙锦绣都二甲大河港。清嘉庆二十三年（1818年），黄翼升出生于湖南省长沙府长沙县，曾祖黄世兴，祖黄寿山，父黄楚武。自幼孤苦，5岁丧父，随母改嫁，而改为邓姓。
咸丰元年（1851），曾国藩创办湘军，招募乡勇征讨广西太平军，三十三岁的邓翼升应征入伍，曾国藩练水师时，调任哨长。他累积军功，升至副将。咸丰四年（1854）攻岳州，升千总。随后转战城陵矶、金口，升守备。又攻取蕲州，升都司。湖口之役，焚毁太平军船只，又在鄱阳湖造船。咸丰六年（1856年），黄翼升奉命率舰队守吴城镇，保卫南昌，击退太平军，攻取涂家埠、南康府、湖口、彭泽、小孤山，升为副将。咸丰九年（1859年）六月二十二日，年过四十的邓翼升，由曾国藩代上奏折，申请复姓归宗获准。咸丰十年（1860年），曾国藩奏设淮扬水师，黄翼升因围安庆有功，获授淮扬镇总兵。
咸丰十一年（1861年），黄翼升攻陷铜陵及无为州，赐号刚勇巴图鲁，又取池州，加提督衔。同治元年（1862年），黄翼升追击太平军，攻含山、和州、芜湖、秣陵关、江心洲、苏州、常州，升为江南水师提督，分驻浦口、扬州，又亲率4营守青浦，取常熟。次年取福山、江阴、苏州、无锡。同治三年(1864)，取常州，授江南水师提督。
同治四年（1865年），黄翼升受命北上追击捻军，从清江浦直至雉河集。同治六年（1867年）调守清江浦，督师追击东捻赖文光部于淮安。同治七年（1868年）奉调率师船经张秋口，至德州，镇压西捻张宗禹部，加三等男爵。次年主持长江水师。
同治十一年（1872），黄翼升告病回籍，家居17年。光绪十五年（1889年），清廷重新起用黄翼升。十八年（1892年）任命为长江水师提督。光绪二十年（1894年），中日甲午战争爆发，黄翼升由岳州调往江宁（今南京）筹划长江防御事宜，途中因病去世，享年76岁，归葬长沙鹅羊山

## 家庭
- 独子广西桂平梧盐法道黄宗炎（1864－1898）
- 孙女黃逸梵（1899-1957）
- 曾外孙女张爱玲（1920-1995）